# Laljo Pontschew

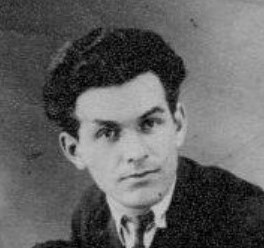
Schriftsteller Laljo Marinow Pontschew

Laljo Marinow Pontschew (bulgarisch Лалю Маринов Пончев; * 13. Januar 1898 in Kalejza; † 21. Februar 1974 in Sofia) war ein bulgarischer Schriftsteller. Er arbeitete unter dem Pseudonym Lamar.
Er engagierte sich politisch und kämpfte in den Jahren 1944/45 während des Zweiten Weltkriegs gegen Deutschland.
In seinen Werken kam er zunächst vom Symbolismus her. In seinen Gedichten bediente er sich einer provokativen Metaphorik. Seine späteren Werke waren durch bulgarische Volkslieder und den Futurismus beeinflusst. In einem Poem aus dem Jahr 1928 befasste er sich mit dem Leben eines Dorfes im Ersten Weltkrieg. Seine Erfahrungen im Zweiten Weltkrieg beschrieb er in einem 1946 verfassten Poem. In späteren Werken thematisierte er das sozialistisch geprägte Bulgarien.
Er wurde als Held der Sozialistischen Arbeit und mit dem Dimitroffpreis ausgezeichnet.